# Korfbal op de Wereldspelen 2025
Korfbal staat op het programma van de Wereldspelen 2025 in Chengdu in China. In deze editie van de World Games staat ook beachkorfbal op het programma.
Dit is de 11e keer dat korfbal wordt gespeeld op de Wereldspelen. 

## Deelnemers
- Nederland (titelverdediger)
- Suriname
- België
- Duitsland
- Portugal
- Tsjechië
- Chinees Taipei
- China

## Toernooi
Het toernooi wordt gespeeld in een poulefase van 2 poules waar in elke poule 4 landen in zitten. Van beide poules gaan de beste 2 landen door naar de kruisfinale, gevolgd door de finale.
Het hele toernooi wordt gespeeld verdeeld over 4 dagen; de eerste 2 dagen zijn voor de poulefase. Op dag 3 zijn de halve finales en op de laatste speeldag de finale.

### Poulefase
Poule A
| Land           | Wed | Win | Gel | Ver | DV | DT | +/− | Pnt |
| -------------- | --- | --- | --- | --- | -- | -- | --- | --- |
| Nederland      | 3   | 3   | 0   | 0   | 97 | 39 | +58 | 9   |
| Chinees Taipei | 3   | 2   | 0   | 1   | 69 | 65 | +4  | 6   |
| Portugal       | 2   | 1   | 0   | 2   | 51 | 61 | -10 | 3   |
| China          | 3   | 0   | 0   | 3   | 32 | 84 | -52 | 0   |

|                       |           |         |          |                                                         |
| 8 augustus 2025 15:45 | Nederland | 29 - 12 | Portugal | Longquan Gymnasium Scheidsrechter: Wei Chieh Liao (TPE) |
| 8 augustus 2025 15:45 |           |         |          | Longquan Gymnasium Scheidsrechter: Wei Chieh Liao (TPE) |

|                       |       |         |                |                                                        |
| 8 augustus 2025 19:45 | China | 14 - 28 | Chinees Taipei | Longquan Gymnasium Scheidsrechter: Stan de Groot (NED) |
| 8 augustus 2025 19:45 |       |         |                | Longquan Gymnasium Scheidsrechter: Stan de Groot (NED) |

|                       |       |        |          |                                                             |
| 9 augustus 2025 15:45 | China | 9 - 21 | Portugal | Longquan Gymnasium Scheidsrechter: Megan Frederickson (AUS) |
| 9 augustus 2025 15:45 |       |        |          | Longquan Gymnasium Scheidsrechter: Megan Frederickson (AUS) |

|                       |           |         |                |                                                     |
| 9 augustus 2025 19:45 | Nederland | 33 - 18 | Chinees Taipei | Longquan Gymnasium Scheidsrechter: Chris West (ENG) |
| 9 augustus 2025 19:45 |           |         |                | Longquan Gymnasium Scheidsrechter: Chris West (ENG) |

|                        |       |        |           |                                                      |
| 10 augustus 2025 15:45 | China | 9 - 35 | Nederland | Longquan Gymnasium Scheidsrechter: Olga Gandia (CAT) |
| 10 augustus 2025 15:45 |       |        |           | Longquan Gymnasium Scheidsrechter: Olga Gandia (CAT) |

|                        |          |         |                |                                                      |
| 10 augustus 2025 19:45 | Portugal | 18 - 23 | Chinees Taipei | Longquan Gymnasium Scheidsrechter: Olga Gandia (CAT) |
| 10 augustus 2025 19:45 |          |         |                | Longquan Gymnasium Scheidsrechter: Olga Gandia (CAT) |

Poule B
| Land      | Wed | Win | Gel | Ver | DV | DT | +/− | Pnt |
| --------- | --- | --- | --- | --- | -- | -- | --- | --- |
| België    | 3   | 3   | 0   | 0   | 68 | 35 | +27 | 9   |
| Tsjechië  | 3   | 2   | 0   | 1   | 49 | 61 | -12 | 6   |
| Suriname  | 3   | 1   | 0   | 2   | 42 | 48 | -6  | 3   |
| Duitsland | 3   | 0   | 0   | 3   | 47 | 62 | -15 | 0   |

|                       |        |         |          |                                                       |
| 8 augustus 2025 14:00 | België | 26 - 10 | Tsjechië | Longquan Gymnasium Scheidsrechter: Carlos Faria (POR) |
| 8 augustus 2025 14:00 |        |         |          | Longquan Gymnasium Scheidsrechter: Carlos Faria (POR) |

|                       |           |         |          |                                                      |
| 8 augustus 2025 18:00 | Duitsland | 14 - 15 | Suriname | Longquan Gymnasium Scheidsrechter: Steve Jones (WAL) |
| 8 augustus 2025 18:00 |           |         |          | Longquan Gymnasium Scheidsrechter: Steve Jones (WAL) |

|                       |          |         |          |                                                         |
| 9 augustus 2025 14:00 | Tsjechië | 19 - 16 | Suriname | Longquan Gymnasium Scheidsrechter: Wei Chieh Liao (TPE) |
| 9 augustus 2025 14:00 |          |         |          | Longquan Gymnasium Scheidsrechter: Wei Chieh Liao (TPE) |

|                       |        |         |           |                                                        |
| 9 augustus 2025 18:00 | België | 27 - 14 | Duitsland | Longquan Gymnasium Scheidsrechter: Stan de Groot (NED) |
| 9 augustus 2025 18:00 |        |         |           | Longquan Gymnasium Scheidsrechter: Stan de Groot (NED) |

|                        |          |         |        |                                                             |
| 10 augustus 2025 14:00 | Suriname | 11 - 15 | België | Longquan Gymnasium Scheidsrechter: Megan Frederickson (AUS) |
| 10 augustus 2025 14:00 |          |         |        | Longquan Gymnasium Scheidsrechter: Megan Frederickson (AUS) |

|                        |          |         |           |                                                        |
| 10 augustus 2025 18:00 | Tsjechië | 20 - 19 | Duitsland | Longquan Gymnasium Scheidsrechter: Stan de Groot (NED) |
| 10 augustus 2025 18:00 |          |         |           | Longquan Gymnasium Scheidsrechter: Stan de Groot (NED) |

### Halve Finales
|                        |           |         |          |                                                       |
| 11 augustus 2025 18:00 | Nederland | 39 - 13 | Tsjechië | Longquan Gymnasium Scheidsrechter: Carlos Faria (POR) |
| 11 augustus 2025 18:00 |           |         |          | Longquan Gymnasium Scheidsrechter: Carlos Faria (POR) |

|                        |        |         |                |                                                        |
| 11 augustus 2025 19:45 | België | 19 - 13 | Chinees Taipei | Longquan Gymnasium Scheidsrechter: Stan de Groot (NED) |
| 11 augustus 2025 19:45 |        |         |                | Longquan Gymnasium Scheidsrechter: Stan de Groot (NED) |

### Finale
|                        |           |         |        |                                                     |
| 12 augustus 2025 21:00 | Nederland | 23 - 16 | België | Longquan Gymnasium Scheidsrechter: Chris West (ENG) |
| 12 augustus 2025 21:00 |           |         |        | Longquan Gymnasium Scheidsrechter: Chris West (ENG) |

## Eindstand
| Plaats | Team           |
| ------ | -------------- |
| Goud   | Nederland      |
| Zilver | België         |
| Brons  | Chinees Taipei |
| 4      | Tsjechië       |
| 5      | Suriname       |
| 6      | Duitsland      |
| 7      | Portugal       |
| 8      | China          |

| Kampioen van World Games 2025 |
| ----------------------------- |
| Nederland                     |